# El Carmen, Ocosingo
El Carmen är en ort i Mexiko.   Den ligger i kommunen Ocosingo och delstaten Chiapas, i den sydöstra delen av landet, 800 km öster om huvudstaden Mexico City. El Carmen ligger 1 154 meter över havet och antalet invånare är 210.
Terrängen runt El Carmen är lite bergig. Runt El Carmen är det glesbefolkat, med 16 invånare per kvadratkilometer. Närmaste större samhälle är Ocosingo, 10,1 km sydost om El Carmen. I omgivningarna runt El Carmen växer i huvudsak städsegrön lövskog.